# Cuesta

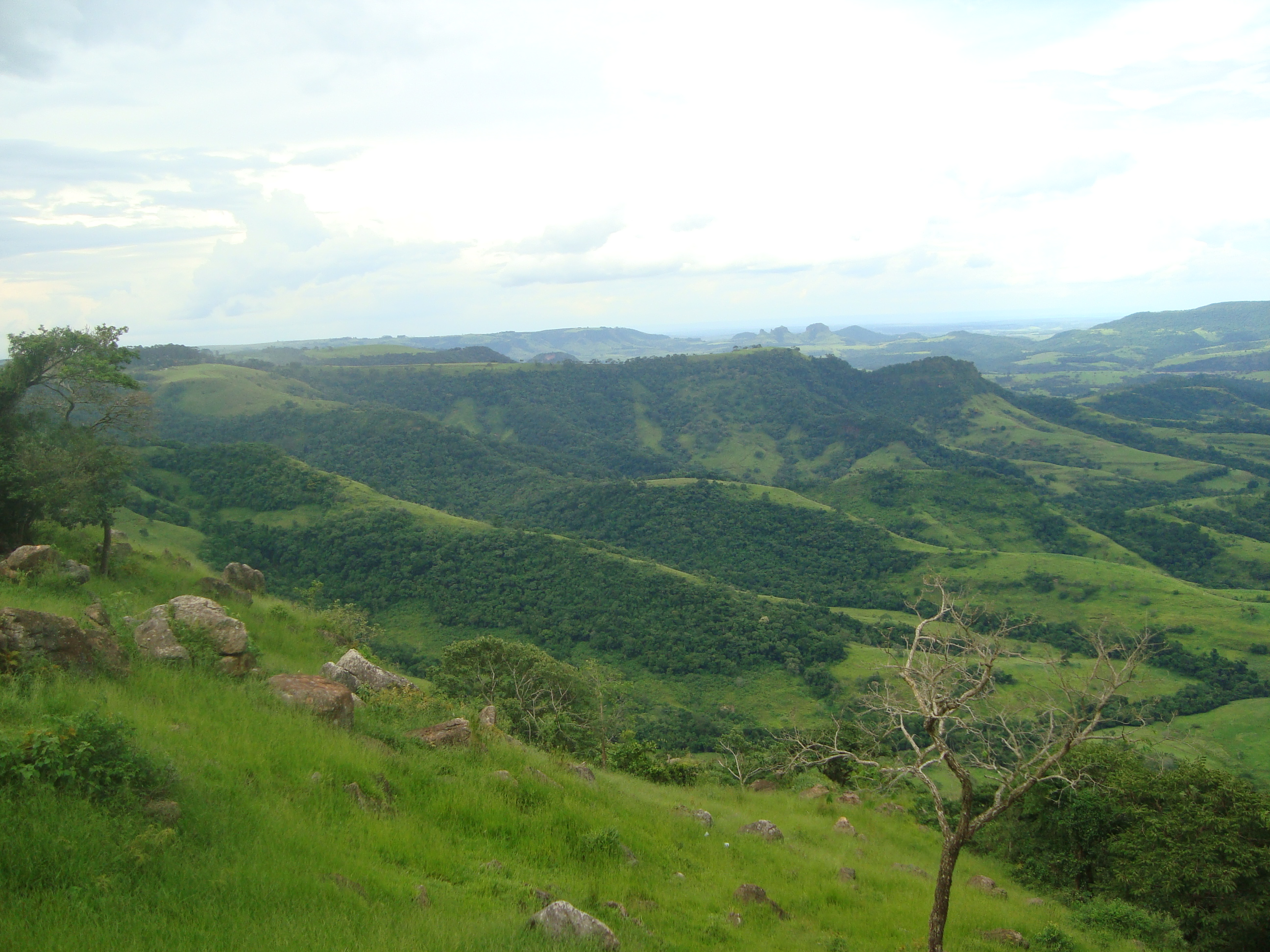
Cuesta de Botucatu

Cuesta é uma forma de relevo em que colinas e montes têm um declive não simétrico, ou seja, suave de um lado e íngreme do outro. A palavra tem origem no idioma espanhol e significa encosta de uma colina ou monte. Em geologia e geomorfologia, cuesta refere-se especificamente a um cume assimétrico com inclinação longa e suave. As mais comuns são as cuestas arenítico-basálticas, intercalando sequências de camadas sedimentares de inclinação suave com níveis mais resistentes à erosão.
O relevo de cuesta representa um meio termo entre os relevos de mesa e de hogback. A assimetria do relevo de cuesta promove a erosão mais acentuada (maior energia dos rios) nas vertentes escarpadas do que nas vertentes suaves (paralelas ao mergulho) o que leva a uma regressão lateral dessas escarpas de cuesta.
É também uma forma de relevo dissimétrico, constituído por uma sucessão alternada de camadas rochosas com diferentes resistências ao desgaste e que se inclinam numa direção, formando um decline suave no reverso e um corte abrupto ou íngreme na chamada frente da cuesta.

## No Brasil
No território brasileiro, ocorrem várias cuestas, no contato entre planaltos e depressões periféricas, em bacias sedimentares.
Cuestas basálticas, ou arenítico-basálticas, compostas de remanescentes de rochas vulcânicas da Era Mesozoica em áreas sedimentares, ocorrem, por exemplo, na costa leste da Bacia do Paraná, de São Paulo ao Rio Grande do Sul, nas escarpas localizadas entre a Depressão Periférica e seus planaltos e chapadas.
No território paulista, as cuestas cruzam o estado no sentido nordeste-sudoeste, sendo proeminente nos municípios de Anhembi, Avaré, Bofete, Botucatu, Itatinga, Pardinho, Pratânia, São Manueldentre outros. Essas formações são protegidas através da APA Corumbataí, Botucatu e Tejupá.
Formações de cuestas ocorrem também no Ceará, nordeste do Brasil, mais notadamente na fronteira com o estado do Piauí, na Serra da Ibiapada (Serra Grande).